# Achrotelium hemidesmi
Achrotelium hemidesmi är en svampart som beskrevs av Mundk. & Thirum. 1951. Achrotelium hemidesmi ingår i släktet Achrotelium och familjen Chaconiaceae.   Inga underarter finns listade i Catalogue of Life.